# Contact (album de Jad Wio)
Vous pouvez aider à l'améliorer ou bien discuter des problèmes sur sa page de discussion.
- Certaines informations devraient être mieux reliées aux sources mentionnées dans la bibliographie ou les liens externes. Améliorez sa vérifiabilité en les associant par des références. (Marqué depuis décembre 2015)

Pour les articles homonymes, voir Contact.
Albums de Jad Wio
Live à la Dolce Vita
(1986) Fleur de métal
(1992)
Contact est le second album du groupe de rock français Jad Wio, mené par Bortek et K-Bye. Il contribua à lancer le groupe, qui put conquérir un nouveau public, grâce à ses textes entièrement en français, et à certains titres qui furent largement diffusés sur les ondes, comme Priscilla par exemple. L'album, distribué par Garage Records, reste la meilleure vente à ce jour du label. Les chansons, dont les paroles sont toutes écrites par Bortek sont encore actuellement des classiques du groupe et sont souvent reprises durant les concerts. Le ton de l'album, assez parodique, est fortement axé sur le sexe, et la plupart des textes contiennent des intonations perverses ("Ophélie est zoophile", "Tapez-moi 3615 et MAD SEX"...) ou sadomasochistes, inspirées entre autres références du film-culte The Rocky Horror Picture Show ; cette esthétique est d'ailleurs toujours présente dans l'univers de Jad Wio. La musique reste le rock jadwiesque des origines, mâtiné de quelques samples électroniques (on peut notamment y entendre une phrase prononcée par Antoine de Caunes dans son émission Rapido). Tout comme le précédent album Cellar Dreams, Contact a été réédité en 2005 par le label Garage, dans un double-album remasterisé : "Garage_sessions # 1".

## Titres

### Face A
1. Priscilla (4:31)
2. Brilnombrilnom (4:11)
3. L'amour à la hâte (4:17)
4. 3615 Mad Sex (3:41)
5. B. B. Pinup Boy (2:34)

### Face B
1. Ophélie (3:58)
2. Version X du Beauty & the Beast (4:28)
3. Gimme ur night (3:21)
4. Ride on (4:17)
5. C'est ça (3:03)